# Jadłospis

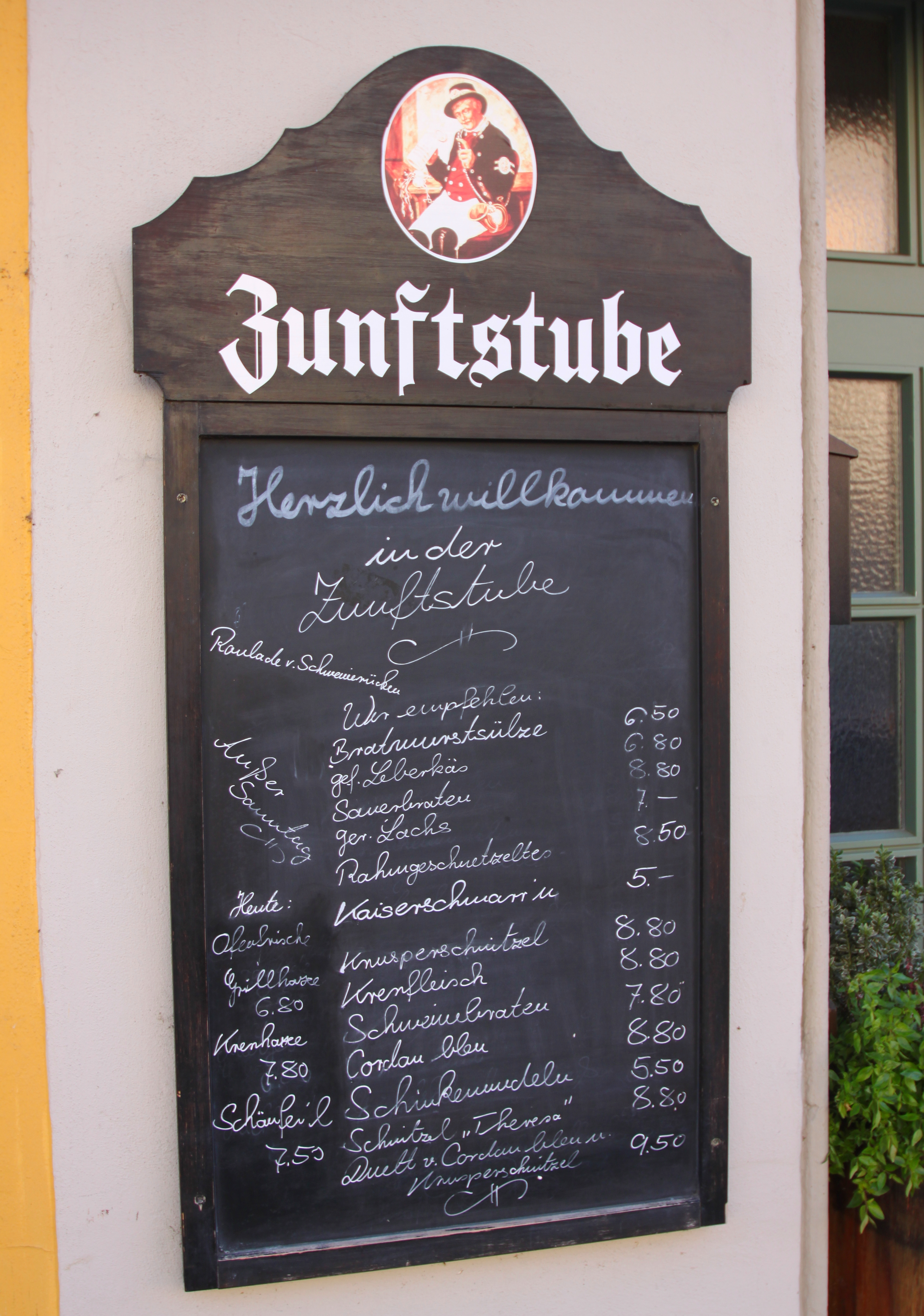
Jadłospis w postaci tablicy wywieszonej przed lokalem

Jadłospis, także menu, karta dań – arkusze papieru, lub tablica, na których umieszczono listę potraw dostępnych w danym zakładzie gastronomicznym. Oprócz nazw dań jadłospis może zawierać ich ceny i listę składników potrawy. Jadłospisy posiadają m.in. restauracje, bary, kawiarnie, wagony restauracyjne, linie lotnicze na dalekich trasach. Obecnie jadłospisy występują także w wersji elektronicznej – publikowane w internecie bądź jako aplikacje na smartfony.

## Historia
Początkowo jadłospis oznaczał wykaz dań w porządku ich podawania podczas zaplanowanego posiłku i był używany przez kuchmistrza kontrolującego przebieg przyjęcia. Listę sporządzał gospodarz przyjęcia, dodając adnotacje dotyczące sposobu wykonania potraw – po czym wręczał ją kuchmistrzowi do realizacji, a przed rozpoczęciem posiłku sprawdzał, czy wykonano wszystkie zalecenia. Jeden z pierwszych zachowanych francuskich jadłospisów pochodzi z roku 1571 i powstał z okazji zaślubin mistrza Baulde’a Cuvillona.
Jadłospis w dzisiejszym sensie tego słowa, czyli jako lista dań dostępna w restauracji, rozpowszechnił się w Polsce w XIX wieku. Początkowo klientowi okazywano księgę, ze spisem dań oraz z ich opisem, z której miał wybrać składniki posiłku. Wraz z rozwojem popularności restauracji i innych lokali ewoluowały również jadłospisy, a ich rozmiar przekraczał nierzadko kilkadziesiąt pozycji.
Z okazji bankietów i innych przyjęć wydaje się okolicznościowe jadłospisy z uwzględnieniem wszystkich potraw oraz napojów alkoholowych (w przypadku alkoholi szlachetnych podaje się również ich rok produkcji). Jadłospisy tego typu są często opracowane i wykonane artystycznie. Takie jadłospisy nie zawierają cen.

## Kolejność w jadłospisie
Istnieje tradycyjna kolejność podawania dań w jadłospisie:
1. przekąski zimne
2. przekąski gorące
3. zupy
4. ryby i skorupiaki
5. dania mięsne podstawowe
6. dania mięsne firmowe
7. drób
8. dziczyzna
9. dania z jaj i mączne
10. jarzyny i grzyby
11. desery i inne dania na słodko

Tak sporządzone listy mogą zawierać również napoje alkoholowe, choć część zakładów gastronomicznych dysponuje odrębnymi kartami win i wódek, podawanymi na żądanie konsumenta.